# Prussica-Sammlung Trunz
Die Prussica-Sammlung Trunz ist eine Bücher- und Materialiensammlung. Sie behandelt die historischen deutschen Ostgebiete und erstreckt sich inhaltlich vor allem auf die allgemeine Geschichte, die Orts- und Personen- bzw. Familiengeschichte, aber auch auf Kunst, Volkskunde, Sprachentwicklung, Naturbeschreibung und Landwirtschaft.
Aufgebaut wurde die Sammlung von August Trunz (1875–1963) aus Allenstein, damals Ostpreußen und wurde nach dem Zweiten Weltkrieg von seinem jüngeren Sohn Hansheinrich Trunz (1908–1994) erweitert.
In der Sammlung befinden sich unter anderem preußische Chroniken von Kaspar Schuetz (1592), Caspar Henneberg (1595) und Christoph Hartknoch (Thorn 1684), ein sechsfacher Band von Lucas David und die Livland-Chronik von Balthasar Rüssow (1578).
Im Jahre 1978 wurde diese Sammlung von der Universitäts- und Landesbibliothek Münster erworben.